# Ilirska Bistrica
Ilirska Bistrica (tyska: Illyrisch Feistritz), tidigare namn Bisterza, är ett samhälle och en kommun belägen i sydvästra Slovenien. Kommunen har 13 340 invånare (2019) och samhället med samma namn har 4 333 invånare

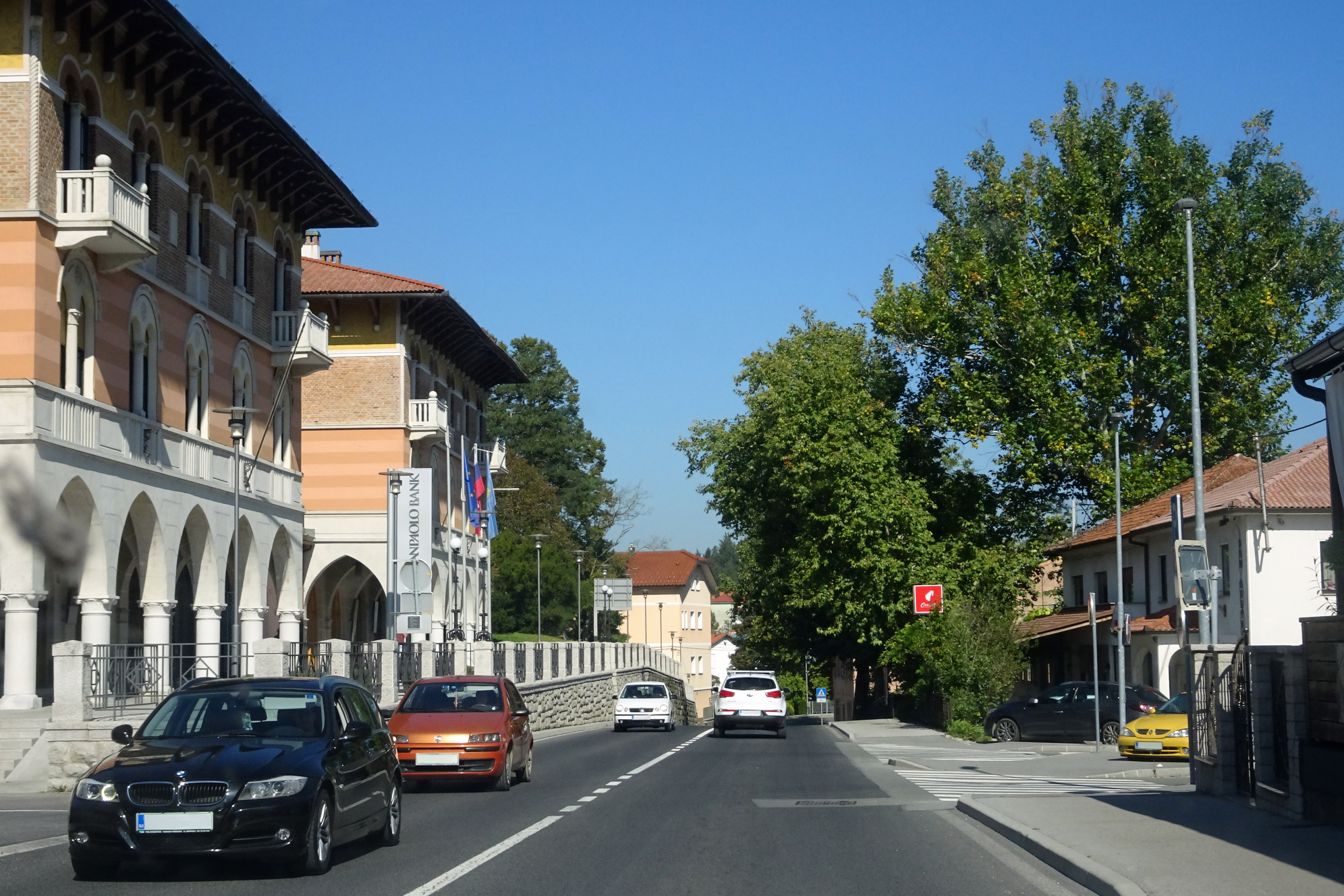
Ilirska Bistrika, 2018

## Personligheter
- Dragotin Kette (1876-1899), diktare